# Babajewo (rejon kałtasiński)
Babajewo (ros. Бабаево) – wieś (dieriewnia) w Rosji, w Baszkortostanie, w rejonie kałtasińskim. W 2010 liczyła 336 mieszkańców.